# Marta Claverie Hernández
Marta (o Martha) Claverie de Hernández Larguía (Rosario, Santa Fe, Argentina; 1922-Ibidem, 1 de julio de 2018) fue una activista por los derechos humanos,  integrante de Madres de la Plaza 25 de Mayo.
Profesora de literatura, egresada en la Universidad Nacional de Córdoba. Casada con Juan Jorge Hernández Larguía, un reconocido abogado de Rosario.

## Hijo
Su hijo Juan Sebastián Hernández Claverie "Seba” jugaba al rugby en el Jockey Club de Rosario, integraba la Unión de Estudiantes Secundarios de Rosario y Montoneros. Tenía 19 años cuando participó en el ataque al Regimiento de Infantería 29 de Monte, en Formosa, el 5 de octubre de 1975. Juan Sebastián Hernández fue uno de los 13 combatientes muertos en ese operativo.

## Libro
En 2007 se publicó el libro Todo te sobrevive, que reúne poemas de Elena Lucas de Belmont y Marta Claverie de Hernández, ambas madres de la Plaza 25 de Mayo. Los poemas transmiten el dolor de la pérdida, la irrupción en lo íntimo cotidiano de la tragedia colectiva y las formas de la angustia de la soledad y la espera.